# Sport Clube Campo de Ourique
O Sport Clube Campo de Ourique foi um clube de futebol de Portugal. Em 1910, foi um dos três clubes fundadores da Associação de Futebol de Lisboa, a mais antiga associação regional de futebol em Portugal. Fundou esta associação juntamente com os clubes Sport Clube Império e Sport Lisboa e Benfica.